# Горяни (област Габрово)
Горяни е село в Северна България. То се намира в община Трявна, Габровска област.
Старото име на селото е Еничери. Към 1934 г. селото има 61 жители. В днешно време е обезлюдено. Влиза в землището на с. Станчов хан.